# Deadly Class (serie televisiva)
Deadly Class è una serie televisiva statunitense ideata da Rick Remender e Miles Orion Feldsott e basata sull'omonimo fumetto creato da Remender e Wesley Craig.
Ambientata alla fine degli anni '80, la serie segue un adolescente disilluso che viene reclutato in una storica scuola superiore per assassini.
La serie viene trasmessa su Syfy dal 16 gennaio 2019.
In Italia, la serie è distribuita dal 19 luglio 2019 sul servizio streaming Starz Play.

## Trama
La serie segue un adolescente senzatetto reclutato da una famosa scuola privata d'élite in cui le principali famiglie criminali del mondo inviano le loro prossime generazioni. Mantenendo il suo codice morale sopravvivendo a un curriculum spietato, gli atroci gruppi sociali e le sue incertezze adolescenziali si rivelano presto vitali.

## Episodi
| Stagione       | Episodi | Prima TV USA | Pubblicazione Italia |
| -------------- | ------- | ------------ | -------------------- |
| Prima stagione | 10      | 2019         | 2019                 |

## Personaggi e interpreti

### Principali
- Master Lin, interpretato da Benedict Wong
- Marcus Lopez Arguello, interpretato da Benjamin Wadsworth
- Saya Kuroki, interpretata da Lana Condor
- Maria Salazar, interpretata da María Gabriela de Faría
- Willie Lewis, interpretato da Luke Tennie
- Billy Bennett, interpretato da Liam James
- Chico, interpretato da Michel Duval

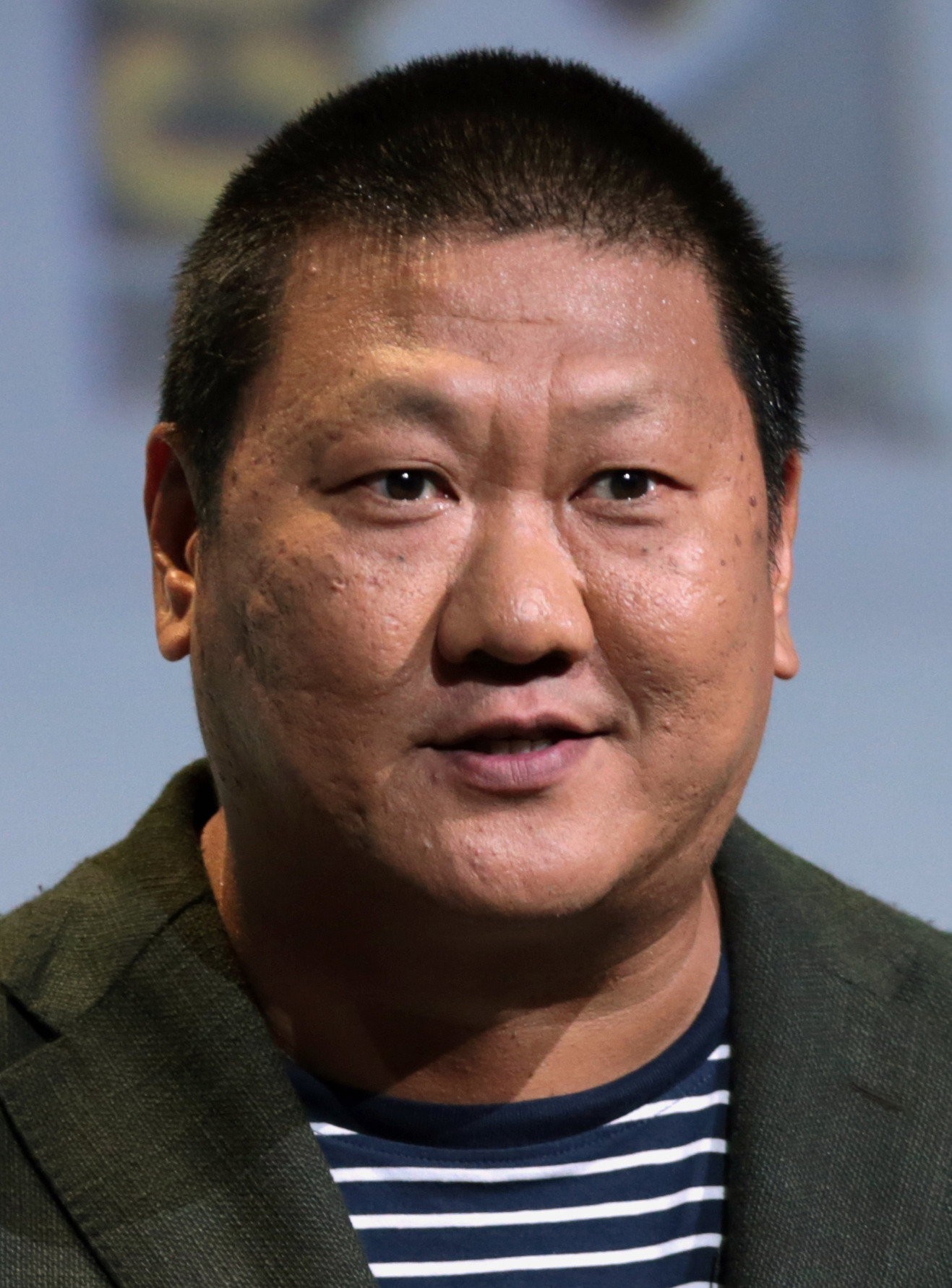
Benedict Wong
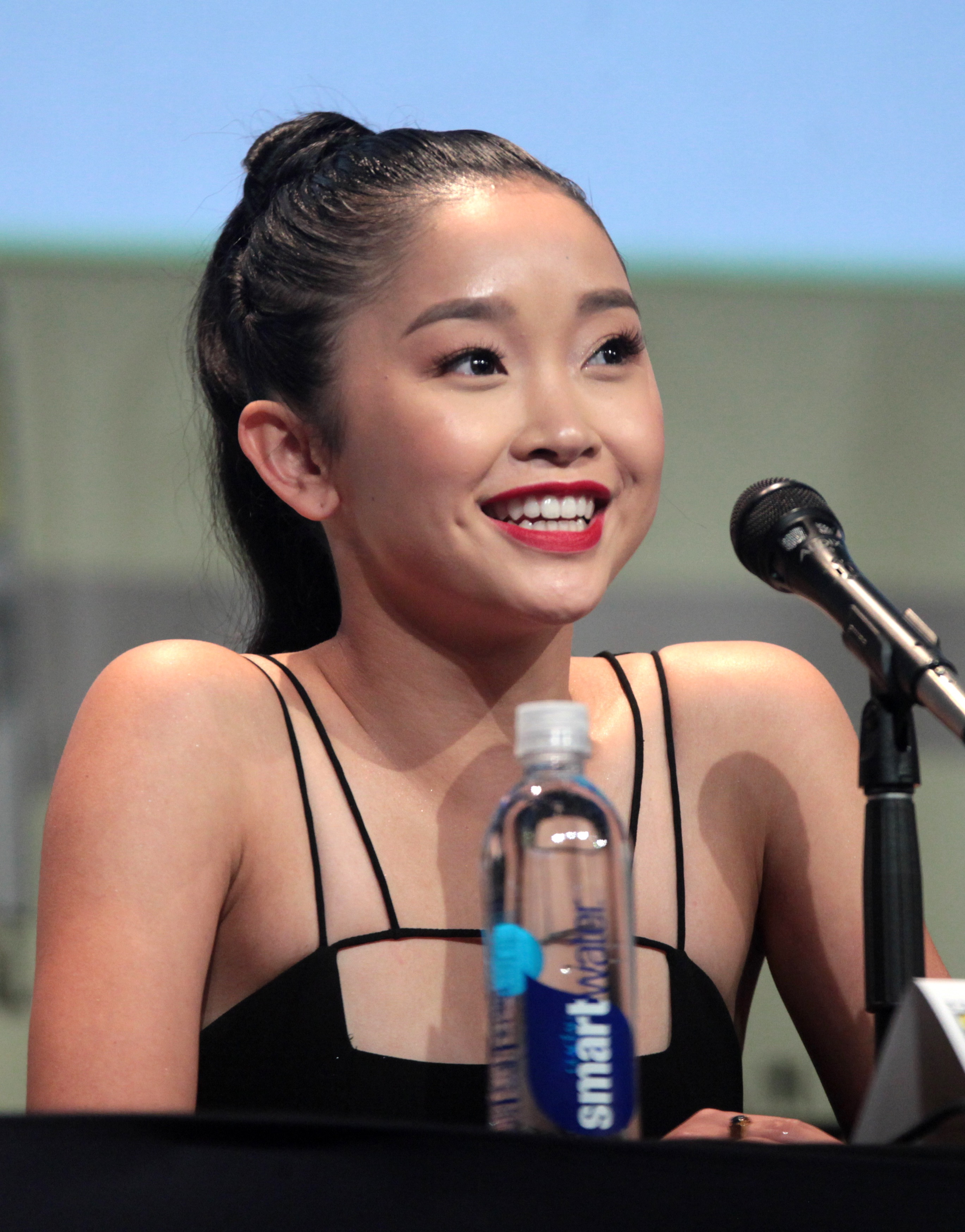
Lana Condor
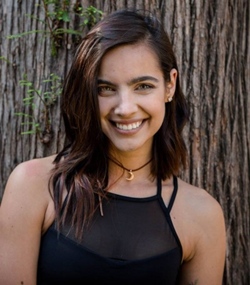
María Gabriela de Faría
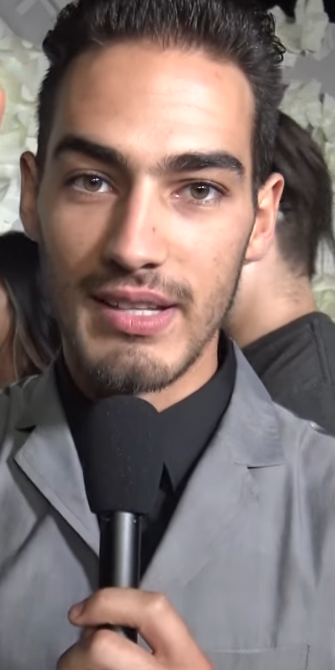
Michel Duval

### Ricorrenti
- Jürgen Denke, interpretato da Henry Rollins
- Miss De Luca, interpretata da Erica Cerra
- Petra, interpretata da Taylor Hickson
- Brandy Lynn, interpretata da Siobhan Williams
- Viktor, interpretato da Sean Depner
- Lex, interpretato da Jack Gillett
- Shabnam, interpretato da Isaiah Lehtinen
- Rory, interpretato da Ryan Robbins

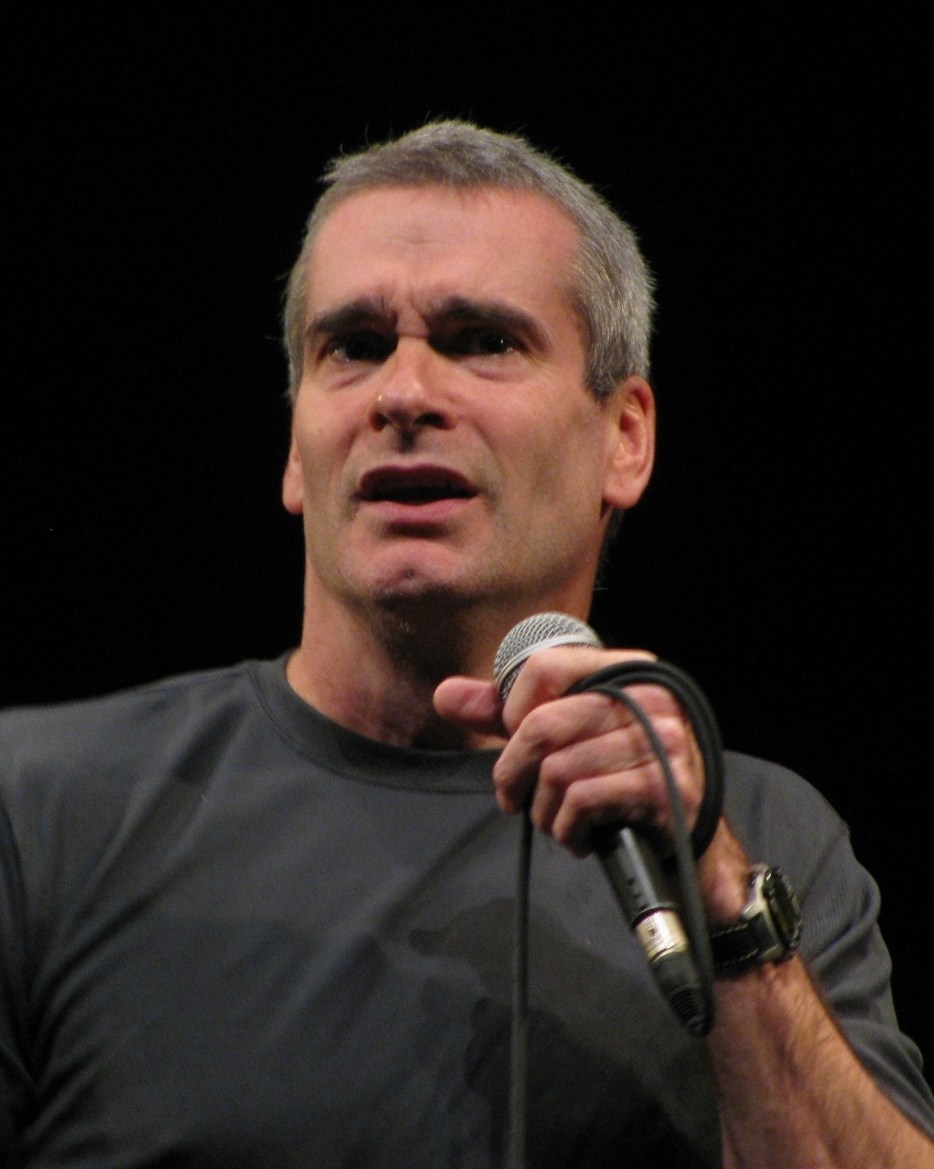
Henry Rollins
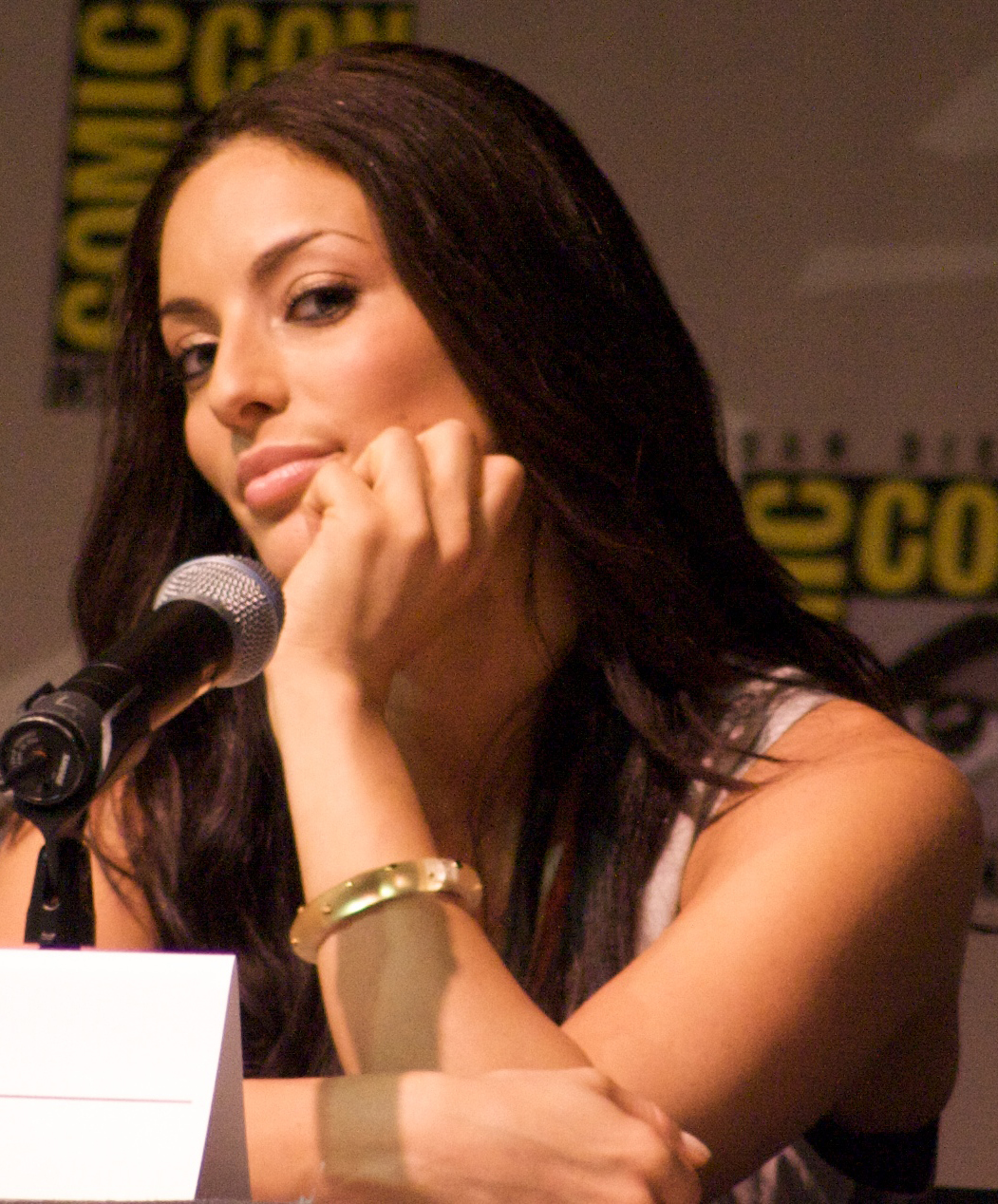
Erica Cerra
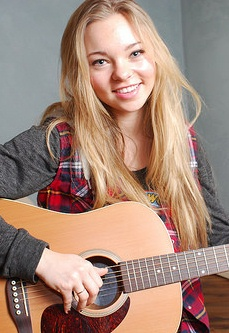
Taylor Hickson
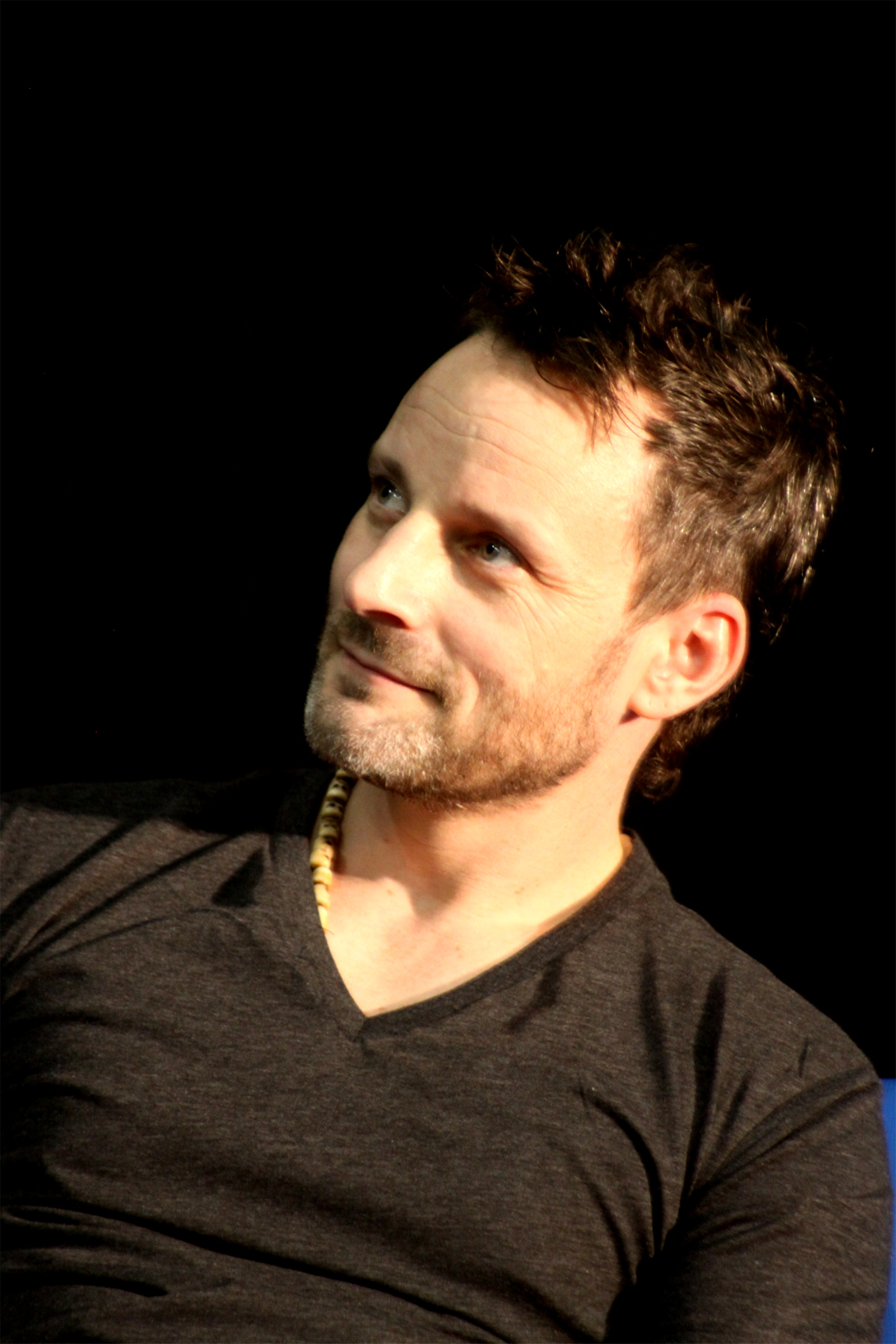
Ryan Robbins

## Produzione

### Sviluppo
Il 21 luglio 2016, venne annunciato che i fratelli Anthony e Joe Russo avrebbero realizzato un adattamento televisivo del romanzo grafico Deadly Class co-creato e scritto da Rick Remender. Remender, i fratelli Russo, Miles Feldsott e Mike Larocca sono i produttori esecutivi, mentre Adam Targum lo showrunner. Alla fine di settembre 2017, venne riferito che Syfy aveva dato l'ordine di produrre l'episodio pilota della serie. Mesi dopo, venne annunciati che l'episodio era stato accettato. Alla fine di maggio 2018, fu annunciato che Mick Betancourt avrebbe agito come produttore esecutivo e co-showrunner, sostituendo Targum dopo le differenze creative.
Il 6 ottobre 2018, fu annunciato che la serie sarebbe stata presentata in anteprima il 16 gennaio 2019. non si farà una seconda stagione

### Casting
Il 9 novembre 2017, venne annunciato che Benedict Wong, Benjamin Wadsworth, Lana Condor, Michel Duval, María Gabriela de Faría, Luke Tennie e Liam James si sarebbero uniti al cast principale, mentre Henry Rollins, Taylor Hickson, Siobhan Williams, Jack Gillett, Sean Depner e Ryan Robbins, in quello ricorrente. Il 28 agosto 2018, fu annunciato che Tom Stevens si era unito alla serie per interpretare un personaggio ricorrente. Il 6 ottobre 2018, fu confermato che si erano uniti al cast Isaiah Lehtinen, Brian Posehn, Erica Cerra, French Stewart e Olivia Cheng. Inoltre, venne annunciato che Ice-T sarebbe apparso in un cameo.
Il 19 novembre 2018, fu annunciato che David Zayas e Kelcey Mawema erano stati scelti in ruoli ricorrenti.

### Riprese
Le riprese dell'episodio pilota sono iniziate il 13 novembre 2017 e si sono concluse il 3 dicembre dello stesso anno a Vancouver, in Canada. Le riprese dei rimanenti 9 episodi, sono iniziate il nel mese di agosto del 2018 e si sono concluse nel mese di dicembre dello stesso anno.

## Promozione

### Marketing
Il 14 maggio 2018, fu pubblicato il primo teaser trailer della serie. Nel luglio del 2018, gli attori Benjamin Wadsworth, Lana Condor, María Gabriela de Faría e Benedict Wong, i co-creatori del fumetto Rick Remender e Wesley Craig e gli showrunner Mick Betancourt e Miles Orion Feldsott hanno preso parte al San Diego Comic-Con International, dove sono stati presentati i primi 15 minuti della serie e il trailer ufficiale. Il 5 novembre 2018 è stato rilasciato un secondo trailer della serie.

## Distribuzione

### Anteprima
Il 6 ottobre 2018, venne presentato il primo episodio insieme a diversi membri del cast e Remender al Comic Con di New York. Il 20 dicembre 2018, il primo episodio è stato pubblicato su Syfy On Demand, sul sito web e sull'app di Syfy fino al 16 gennaio e attraverso YouTube, Facebook e Twitter fino al 1º gennaio. Il primo episodio è stato proiettato al The Roxy Theatre di West Hollywood il 3 gennaio 2019.

## Accoglienza

### Critica
La serie è stata accolta in maniera mista dalla critica. Sull'aggregatore di recensioni Rotten Tomatoes ha un indice di gradimento del 55% con un voto medio di 5,7 su 10, basato su 29 recensioni. Il commento consensuale del sito recita: "Nonostante l'azione ben eseguita e il casting intelligente, Deadly Class lotta per raggiungere il marchio di altri spettrali show per adolescenti". Su Metacritic, invece ha un punteggio di 58 su 100, basato su 13 recensioni.